# Det flygande spaghettimonstret

FSM:s "fisk"-symbol, symbolen för Church of the Flying Spaghetti Monster. Symbolen är en parodi på den kristna ICHTHYS-symbolen.

Det flygande spaghettimonstret (engelska Flying Spaghetti Monster, FSM) är gudomen inom pastafarin (även hänvisat till som pastafarianism). Religionen skapades av Bobby Henderson år 2005 i protest mot utbildningsstyrelsen i Kansas och dess beslut att intelligent design skall läras ut som ett vetenskapligt alternativ till evolution i delstatens skolor, ett beslut som senare upphävdes. Det flygande spaghettimonstret har sedan blivit ett internetfenomen. Trots att företrädare presenterar pastafarianism som en genuin religion beskrivs den ofta av media som "satirisk", något troende i kontrast till sekulära pastafarianer bestämt bestrider.

## Historia
I juni 2005 skickade Henderson ett öppet brev till utbildningsstyrelsen i Kansas där han presenterade en alternativ teori för intelligent design, nämligen att universum och allt levande skapades av ett flygande spaghettimonster. Han begärde formellt att FSM ska undervisas i skolan tillsammans med både intelligent design och evolution.
"Jag tror att vi kan se fram emot en tid då dessa tre teorier får samma tid i våra klassrum över hela landet, och så småningom hela världen, en tredjedel för intelligent design, en tredjedel för Det flygande spaghettimonstret, och en tredjedel för logiska gissningar baserade på överväldigande observerbara bevis."
Han hävdade vidare att om detta inte respekterades, skulle han vara tvungen att vidta rättsliga åtgärder.
Idén om ett flygande spaghettimonster som skapare blev en internetsensation. Henderson har uppgivit att hans webbplats fick 30 000 unika besök en dag. Rörelsen tog fart när den plockades upp på webbplatsen BoingBoing.
Man kan se FSM som en modern version av filosofen Bertrand Russells himmelska tekanna.
FSM har resulterat i uppkomsten av tröjor, dekaler och annat material som går att köpa på postorder.

## Tro

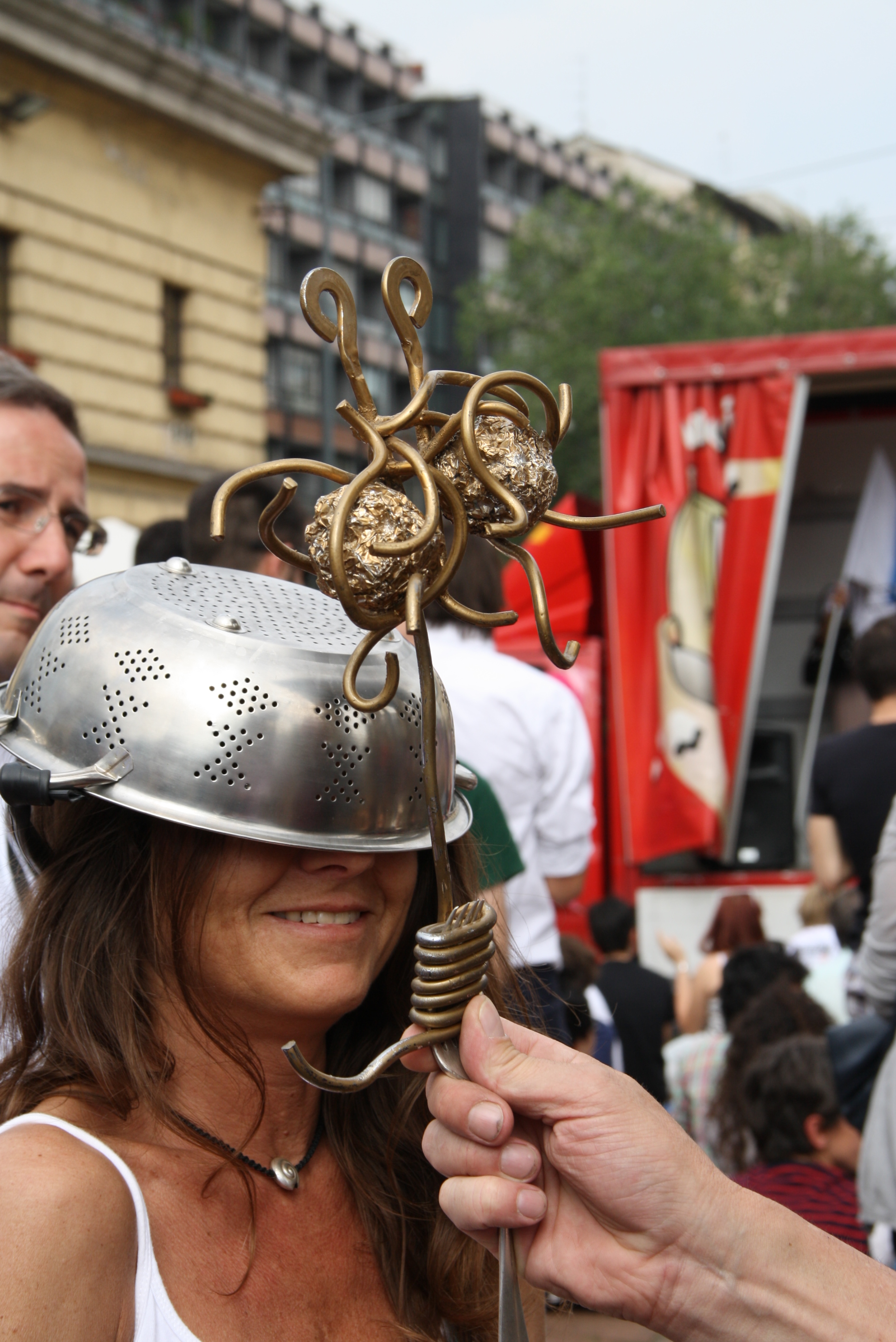
En pastafarisk anhängare med durkslag som huvudbonad, Milano 2012

Inom FSM finns en mängd händelser och personer som skapats som en reaktion mot vanliga argument för läran om intelligent design. Det centrala inom FSM:s tro är ett osynligt, flygande spaghettimonster.
Pastafarier tror på himmelriket, och att det där finns ölvulkaner och fabriker som tillverkar strippor. Helvetet är snarlikt, men ölen är avslagen och stripporna bär på olika könssjukdomar. Deras böner avslutas med "ramen", samma ord som avser en japansk nudelrätt, snarare än ordet Amen som används inom judendomen, kristendomen och islam.

## Högtider
I pastafari är varje dag en egen högtid. Exempel på detta är Doughnutdagen (5 juni), Tro inte på den här dagen-dagen (29 februari) och förvirra en katt-dagen (27 juli). Det finns även ett par större högtider, många inspirerade av andra religioner.

### Fredag
Fredagar är den heliga dagen i veckan, och även den heligaste dagen av de alla. Pastafarier uppmanas till att ta det så lugnt som möjligt och kanske till och med hitta lite solljus. Fredagar är dedikerade till bl.a. de ideal som finns i ölvulkanen.

### Pastan
Denna heliga dag infaller första fredagen i april och är den dag då man ska hedra pastan. Pastafarier över hela världen uppmanas till att äta kopiösa mängder pasta.

### Ramendan
Infaller samtidigt som ramadan men istället för att fasta ska man äta så mycket nudlar som möjligt under en månad för att minnas sitt liv som fattig student.

### Prata som en pirat-dagen
Prata som en pirat-dagen infaller den 19 september och är en högtid för att fira sina piratrötter.

### Internationella öldagen
Den första fredagen i augusti är internationella öldagen. Då ska man samlas med vänner och familj för att njuta av smaken av öl.

## Pastafariska skrifter

Hendersons diagram över sambandet mellan en ökad global uppvärmning och ett minskat antal pirater.

1 mars 2006 gav Henderson ut The Gospel of the Flying Spaghetti Monster (ISBN 0-8129-7656-8).
Evangeliet uppmuntrar till att försöka vara en pastafarian i 30 dagar. Om man är missnöjd med FSM kommer den gamla religionen förmodligen ta en tillbaka. Utom jainismen, som är en lättsårad religion.
FSM:s evangelium konstaterar att ett osynligt och omätbart flygande spagettimonster har skapat universum för runt 5000 år sedan. Han skapade universum och land och en ölsprutande vulkan. Ömsom berusad ömsom bakfull skapade monstret hav och land (ännu en gång), himlen och en dvärg som han kallade människa.
Alla bevis för evolutionen är planterade av det flygande spaghettimonstret för att testa pastafariernas tro. När vetenskapliga metoder för att mäta olika föremåls ålder används är det flygande spaghettimonstret där och ändrar resultatet.
Evangeliet berättar också om piratkaptenen Mosey, ledare av piratbandet som blev kända som pastafarianerna.

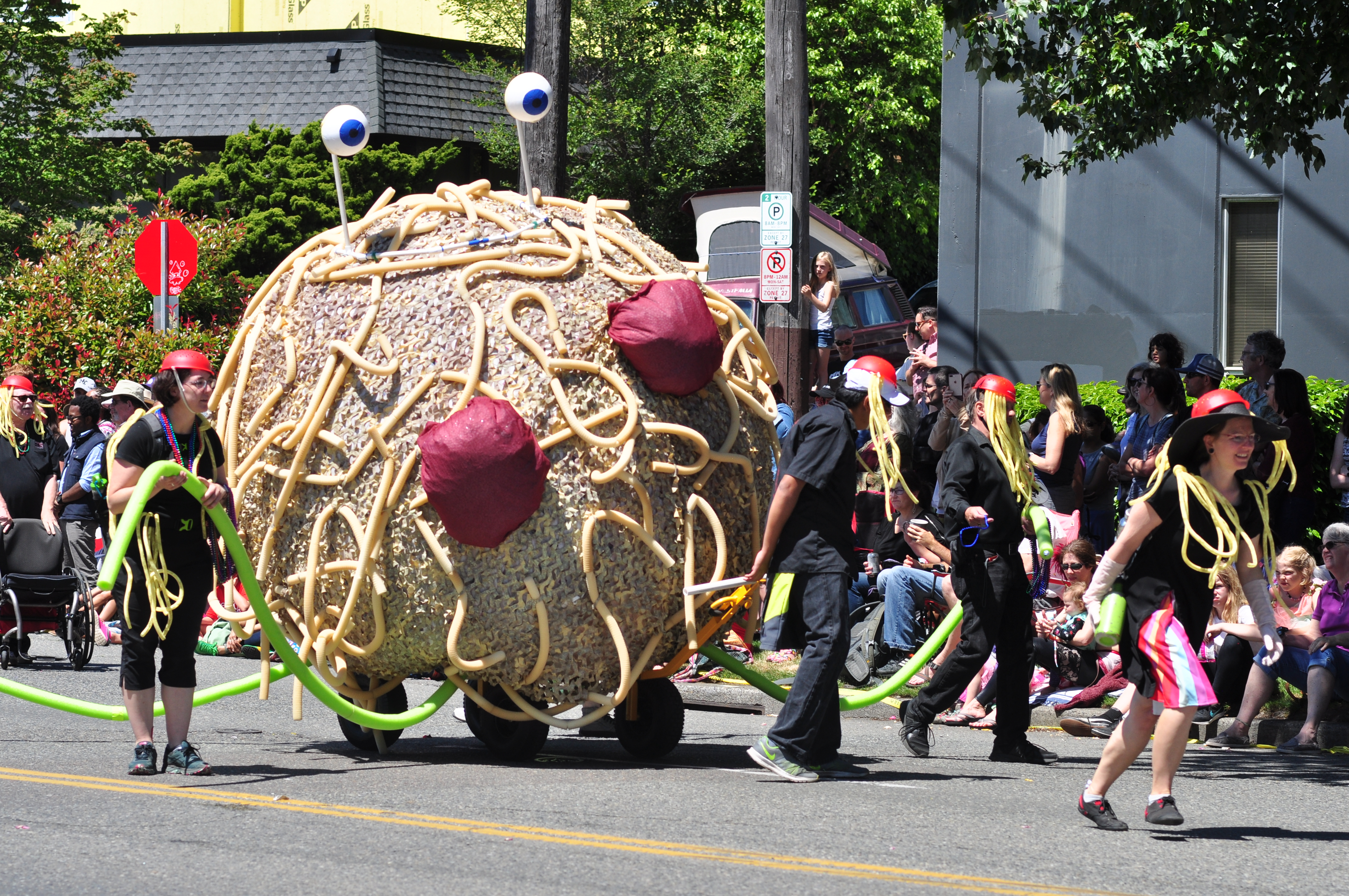
En hyllning till det flygande spaghettimonstret under 2018.

Evangeliet berättar hur kapten Mosey fick "de åtta saker jag helst inte vill att ni gör". Han fick tio budord av det flygande spagettimonstret på toppen av Mount Salsa. På vägen ner för berget tappade kapten Mosey två av budorden, och kvar var bara åtta. De åtta budorden innehåller uppmaningar att inte bygga dyra synagogor, kyrkor och moskéer till det flygande spagettimonstrets ära, eftersom pengarna kan användas bättre för att förhindra fattigdom, bota sjukdomar etc.
I evangeliet omnämns "Unintelligent Design", alltså motsatsen till Intelligent design. Det flygande Spagettimonstret  är inte särskilt smart.
Evangeliet tar också upp den globala uppvärmningen. Henderson har upptäckt ett samband mellan ökningen av den globala temperaturen under de senaste två århundraden och minskningen av antalet pirater. Henderson kan backa upp sambandet mellan pirater och den globala uppvärmningen med ytterligare bevisning. Exempelvis klär många människor ut sig till pirater under Halloween, och månaderna efter Halloween (31 oktober) är normalt betydligt svalare än månaderna innan.

## Legal status
- Österrikaren Niko Alm var den första europé att driva igenom erkännandet av durkslaget som en religiös huvudbonad, år 2011. Den tre år långa processen Alm drev mot staten ledde till en rätt att bära durkslag på huvudet vid bland annat fotografering för körkort och nationella id-kort.[13]
- Nederländerna erkände pastafarism som religion den 23 januari 2017.[8]
- Nya Zeeland gav FSM rätten att genomföra vigslar 10 december 2016.[14]
- I Nebraska, USA, fastställde den federala distriktsdomstolen i april 2016 att pastafarianism inte är en religion, utan en parodi med syftet att framföra ett argument om vetenskap.[15]